# Países Baixos nos Jogos Olímpicos de Verão de 2012
Os Países Baixos competiram nos Jogos Olímpicos de Verão de 2012, que aconteceram na cidade de Londres, no Reino Unido, de 27 de julho até 12 de agosto de 2012.

## Medalhistas
| Atleta              | Esporte | Evento               | Medalha |
| ------------------- | ------- | -------------------- | ------- |
| Ranomi Kromowidjojo | Natação | 50 m livre feminino  | Ouro    |
| Ranomi Kromowidjojo | Natação | 100 m livre feminino | Ouro    |
| Marleen Veldhuis    | Natação | 50 m livre feminino  | Bronze  |

## Desempenho

### Atletismo
Masculino
| Atleta           | Evento | Preliminar | Preliminar | Quartas-de-final | Quartas-de-final | Semifinal | Semifinal | Final | Final   |
| Atleta           | Evento | Marca      | Posição    | Marca            | Posição          | Marca     | Posição   | Marca | Posição |
| ---------------- | ------ | ---------- | ---------- | ---------------- | ---------------- | --------- | --------- | ----- | ------- |
| Churandy Martina | 100 m  | BYE        | BYE        | 10s20 Q          | 3º/bat. 5        | 9s91 Q    | 2º/bat. 1 | 9s94  | 6º      |

### Natação
Feminino
| Atletas               | Evento          | Eliminatórias | Eliminatórias | Semifinal   | Semifinal   | Final       | Final             |
| Atletas               | Evento          | Tempo         | Posição       | Tempo       | Posição     | Tempo       | Posição           |
| --------------------- | --------------- | ------------- | ------------- | ----------- | ----------- | ----------- | ----------------- |
| Marleen Veldhuis      | 50 m livre      | 24s57 Q       | 2º            | 24s50 Q     | 3º          | 24s39       | Medalha de bronze |
| Ranomi Kromowidjojo   | 50 m livre      | 24s51 Q       | 1º            | 24s07 Q     | 1º          | 24s05       | Medalha de ouro   |
| Ranomi Kromowidjojo   | 100 m livre     | 53s66 Q       | 5º            | 53s05 Q     | 1º          | 53s00       | Medalha de ouro   |
| Femke Heemskerk       | 100 m livre     | 54s43 Q       | 15º           | 54s13       | 11º         | Não avançou | Não avançou       |
| Femke Heemskerk       | 200 m livre     | DNS           | DNS           | Não avançou | Não avançou | Não avançou | Não avançou       |
| Sharon van Rouwendaal | 100 m costas    | 1min00s61     | 20º           | Não avançou | Não avançou | Não avançou | Não avançou       |
| Sharon van Rouwendaal | 200 m costas    | 2min10s60 Q   | 16º           | 2min09s50   | 11º         | Não avançou | Não avançou       |
| Moniek Nijhuis        | 100 m peito     | 1min08s31     | 20º           | Não avançou | Não avançou | Não avançou | Não avançou       |
| Inge Dekker           | 100 m borboleta | 58s30         | 10º           | Não avançou | Não avançou | Não avançou | Não avançou       |

### Remo
Masculino
| Equipe                    | Evento   | Eliminatórias | Eliminatórias | Repescagem | Repescagem | Quartas | Quartas | Semifinal | Semifinal | Final   | Final                |
| Equipe                    | Evento   | Tempo         | Posição       | Tempo      | Posição    | Tempo   | Posição | Tempo     | Posição   | Tempo   | Posição (Pos. final) |
| ------------------------- | -------- | ------------- | ------------- | ---------- | ---------- | ------- | ------- | --------- | --------- | ------- | -------------------- |
| Nanne Sluis Meindert Klem | Dois sem | 6m25s59       | 3º S          | BYE        | BYE        |         |         | 7m13s77   | 6º FB     | 7m05s12 | 5º (11º)             |

### Tênis de mesa
Classificado para o individual feminino:
- Jiao Li
- Jie Li

### Tiro
Até agora um atirados neerlandês conseguiu uma vaga para Londres:
- 1 vaga para carabina de ar 10 m masculino.

### Tiro com arco(1 atleta)
| Atleta           | Prova                | Rodada de classificação | Rodada de classificação | Ronda dos 64                         | Ronda dos 32                       | Ronda dos 16                     | Quartos-finais               | Semifinais                                     | Final                                                          | Final |
| Atleta           | Prova                | Placar                  | Pos.                    | Adversário e resultado               | Adversário e resultado             | Adversário e resultado           | Adversário e resultado       | Adversário e resultado                         | Adversário e resultado                                         | Pos.  |
| ---------------- | -------------------- | ----------------------- | ----------------------- | ------------------------------------ | ---------------------------------- | -------------------------------- | ---------------------------- | ---------------------------------------------- | -------------------------------------------------------------- | ----- |
| Rick van der Ven | Individual masculino | 671                     | 16º                     | LUX J. Henckles V 2-0, 1-1, 2-0, 1-1 | KAZ D. Gankin V 2-0, 1-1, 2-0, 2-0 | KOR D-H. Im V 2-0, 1-1, 2-0, 2-0 | TPE C-w. Kuo V 2-0, 2-0, 2-0 | JPN T. Farakawa D 1-1, 2-0, 0-2, 2-0, 0-2, 0-1 | Disputa pelo bronze: CHN X. Dai D 2-0, 2-0, 0-2, 0-2, 1-1, 0-1 | 4º    |

### Triatlo
| Atleta         | Evento   | Natação (1,5 km) | Ciclismo (40 km) | Corrida (10 km) | Tempo total | Posição |
| -------------- | -------- | ---------------- | ---------------- | --------------- | ----------- | ------- |
| Maaike Caelers | Feminino | 20m49            | 1h09m41          | 35m03           | 2h06m53     | 41º     |
| Rachel Klamer  | Feminino | 19m27            | 1h07m14          | 36m59           | 2h04m59     | 36º     |